# Серія ігор Europa Universalis
Europa Universalis — серія відеоігор в жанрі глобальна стратегія, що розробляється шведською студією Paradox Interactive. Породила родинні серії ігор: Hearts of Iron і Victoria. Відрізняється стратегічною глибиною та історичною правдивістю.
Спочатку гра була заснована на однойменній настільній стратегії, автором якої був Філіп Тібо.

## Europa Universalis
Дія гри відбувається в реальному часі, проте швидкості реакції від гравця не потрібно, тому що в будь-який момент гру можна поставити на паузу. Гра відбувається на схематично зображеній карті світу, розбитій на більш ніж 1500 морських і наземних провінцій. Час дії гри з 1492 по 1792. Гравець може взяти під управління будь-яку країну з присутніх у цей історичний період (всього близько 200 держав). Під його контролем перебувають економіка країни, формування армій і флотів і керування ними, дипломатія, впровадження нових технологій, внутрішня політика держави, зміна державної релігії і колонізація нових земель. Особливо широкі дипломатичні можливості  будь-яка країна може вступати в союзи з іншими країнами і виходити з них, оголошувати війни і укладати мир, укладати династичний шлюб між панівними династіями, робити інші країни своїми васалами (які передаватимуть сюзерену половину доходу, а згодом можуть бути мирним шляхом приєднані до нього), підписувати торгові угоди і надавати іншій країні гарантії незалежності.

## Europa Universalis II
Гра 2001 року, де гравець управляє однією нацією, проходячи через сотні років воєн, революцій і змов. Гравцеві належить керувати економікою, створювати військово-політичні союзи, колонізувати нові землі, контролювати релігію і внутрішню політику, а також забезпечити внутрішню стабільність. Крім того, щорічно з'являються випадкові події, а також є сотні готових сценаріїв на основі реальних історичних фактів, що створює цікавий і різноманітний ґеймплей. У порівнянні з першою частиною помітно покращилася графіка.
Має доповнення Europa Universalis II: The Asian Chapters.

## Europa Universalis III
Продовження серії, випущене 23 січня 2007 року. Третя частина пропонує очолити одну з держав світу в період з 30 травня 1453 по 14 липня 1789. В аддонах цей часовий відрізок розширений у обидві сторони, тому в них у гравця є можливість зіграти за революційну Францію чи Візантію. Гра принципово відрізнялася від попередніх ігор даної серії. Ґеймплей більше не прив'язаний до реальної історії, гравець сам творить історію на свій розсуд. Разом з цим було суттєво скорочено кількість історичних особистостей, замінених на випадкових персонажів. Ця частина серії використовує тривимірну графіку. З'явилася можливість почати гру в будь-який момент з 1453 по 1789 рік, в той час як у попередніх іграх серії почати грати можна було тільки з 1453, за винятком деяких важливих дат (1700, 1756 , 1613). Крім того з'явилися національні ідеї, які дають кожній окремо взятій державі перевагу над своїми суперниками в певній області. Замість одноманітних піхотинців / кавалеристів / артилеристів для кожної великої країни були розроблені спеціальні юніти.
Має доповнення: Europa Universalis III: Napoleon's Ambition, Europa Universalis III: In Nomine, Europa Universalis III: Heir to the Throne, Europa Universalis III: The Divine Wind.

## Europa Universalis: Rome
В 2008 році вийшла перша гра серії, події якої відбуваються в античну епоху – Europa Universalis: Rome. Гра охоплює більшу частину Європи, частину Передньої Азії та Північної Африки. З'явився механізм громадянських воєн, які можуть розв'язати нелояльні політики та полководці.
Має доповнення Europa Universalis: Rome — Vae Victis.

## Europa Universalis IV
13 серпня 2013 вийшла п'ята гра в серії (не рахуючи аддонів до попередніх). Гра починається 11 листопада 1444 і закінчується 31 грудня 1820. Чіткої мети у гри немає — її ставить сам гравець. Гравець може вибрати будь-яку державу з наявних на той момент. В гру були внесені кілька суттєвих змін. Зокрема, були прибрані шпигуни, хоча, їх функції з'являються в інших аспектах гри, магістрати замінили фракції, а також були прибрані культурні традиції для найму радників. Повзунки внутрішньої політики були прибрані або замінені на напрямки розвитку технологій. Великим змінам піддалася система торгівлі і була розроблена нова система націоналізації провінцій.